# Сизигиум сердцевидный
Сизи́гиум сердцеви́дный (лат. Syzýgium cordátum) — вечнозелёное влаголюбивое дерево, вид рода Syzygium семейства Миртовые, происходящее из Зимбабве и Мозамбика.
Растение растёт в лесу, в саванне, обычно вдоль рек, в болотистой местности, иногда в горах. Достигает 8—15 м в высоту.
Листья эллиптические, синевато-зелёные на верхней стороне и бледно-зелёные на нижней. Молодые листья красноватые.
Цветки ароматные белые или бледно-розовые, собраны в кистевидные соцветия и имеют многочисленные тычинки, производящие обильный нектар. Растение цветёт с августа по ноябрь.
Плоды — мясистые красные ягоды, при полном созревании становятся тёмно-фиолетовыми. Они съедобны и употребляются в пищу людьми, обезьянами и птицами. Из них также делают алкогольные напитки. Растёртая в порошок кора дерева используется в качестве яда для рыб.

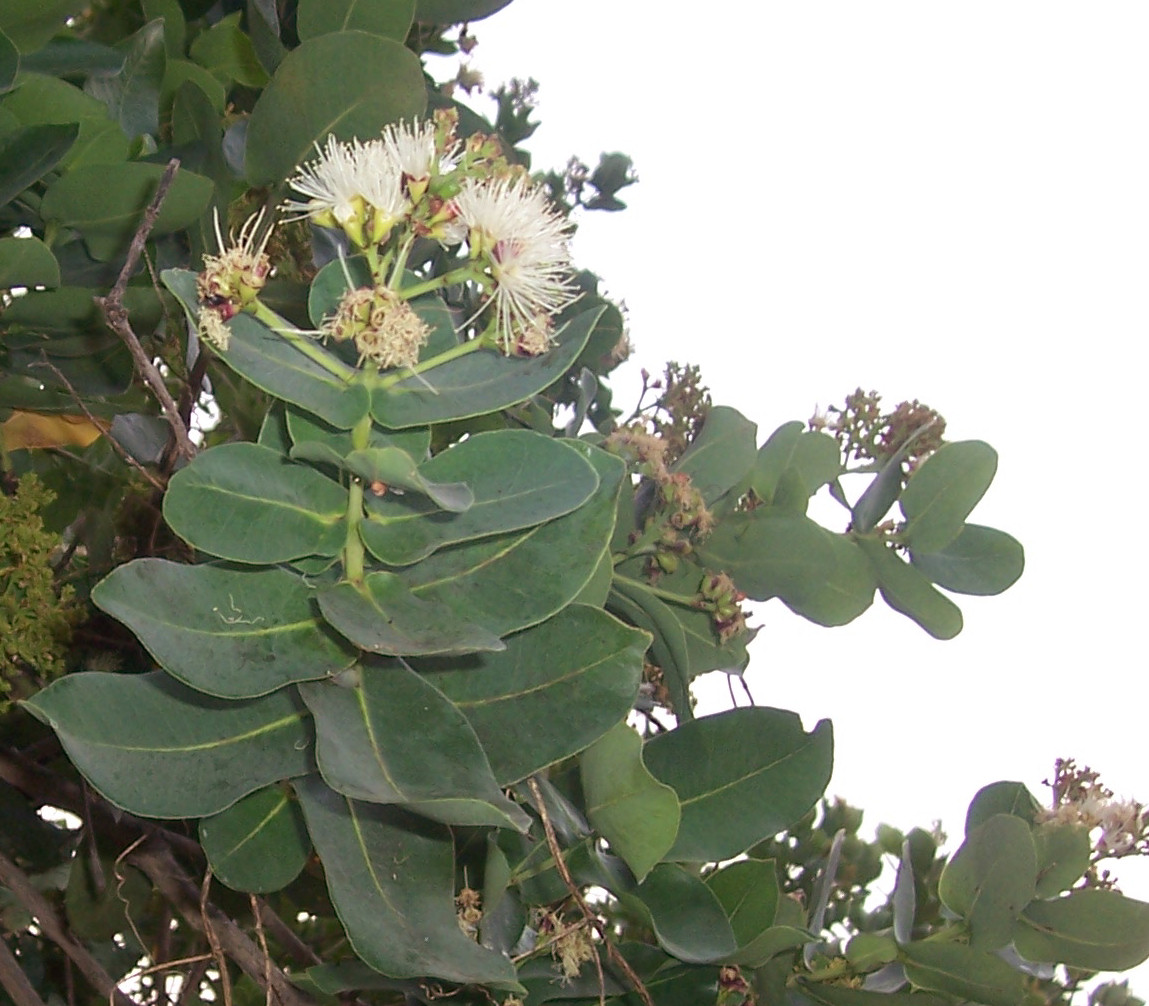
Побег
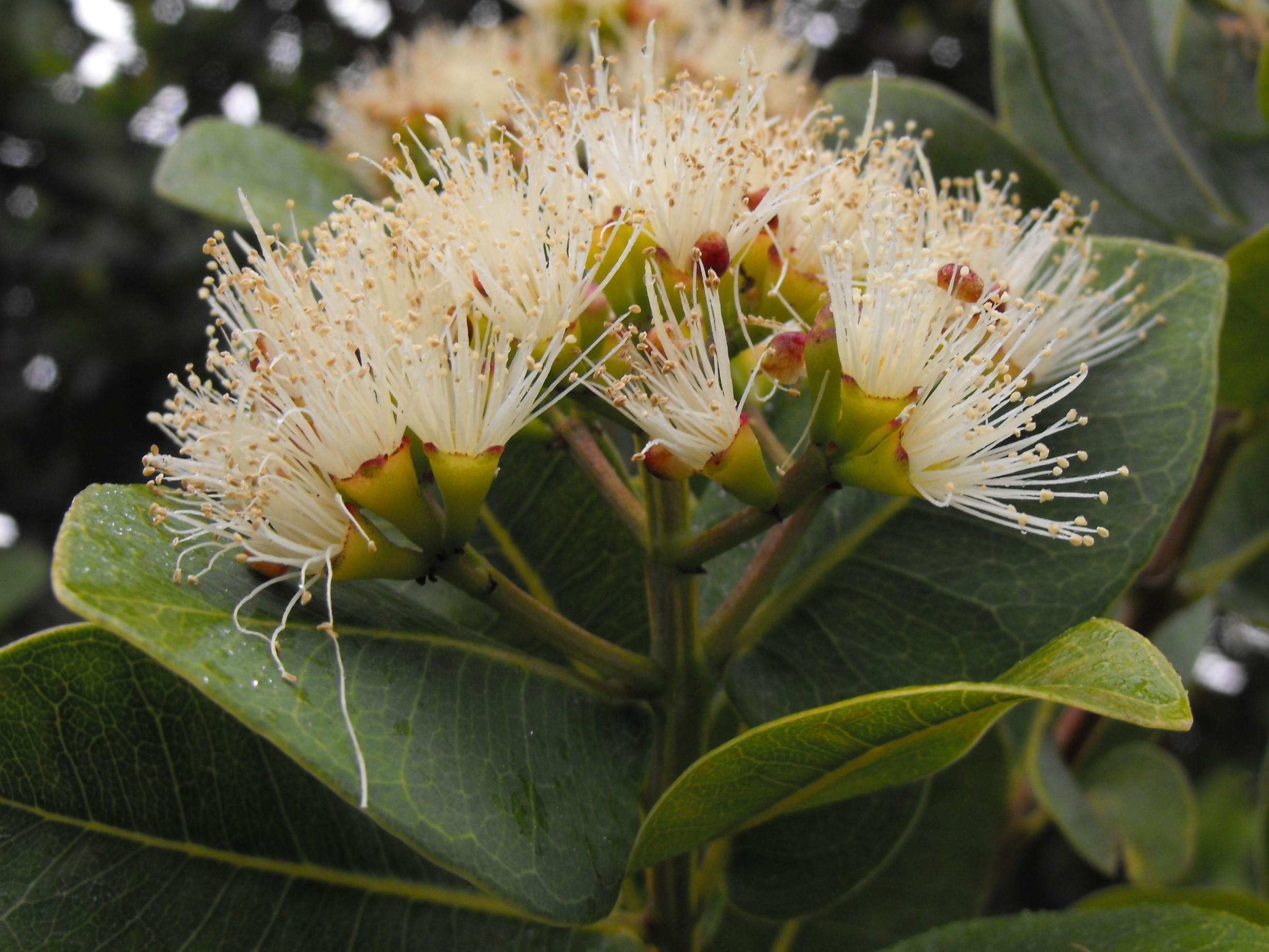
Соцветие
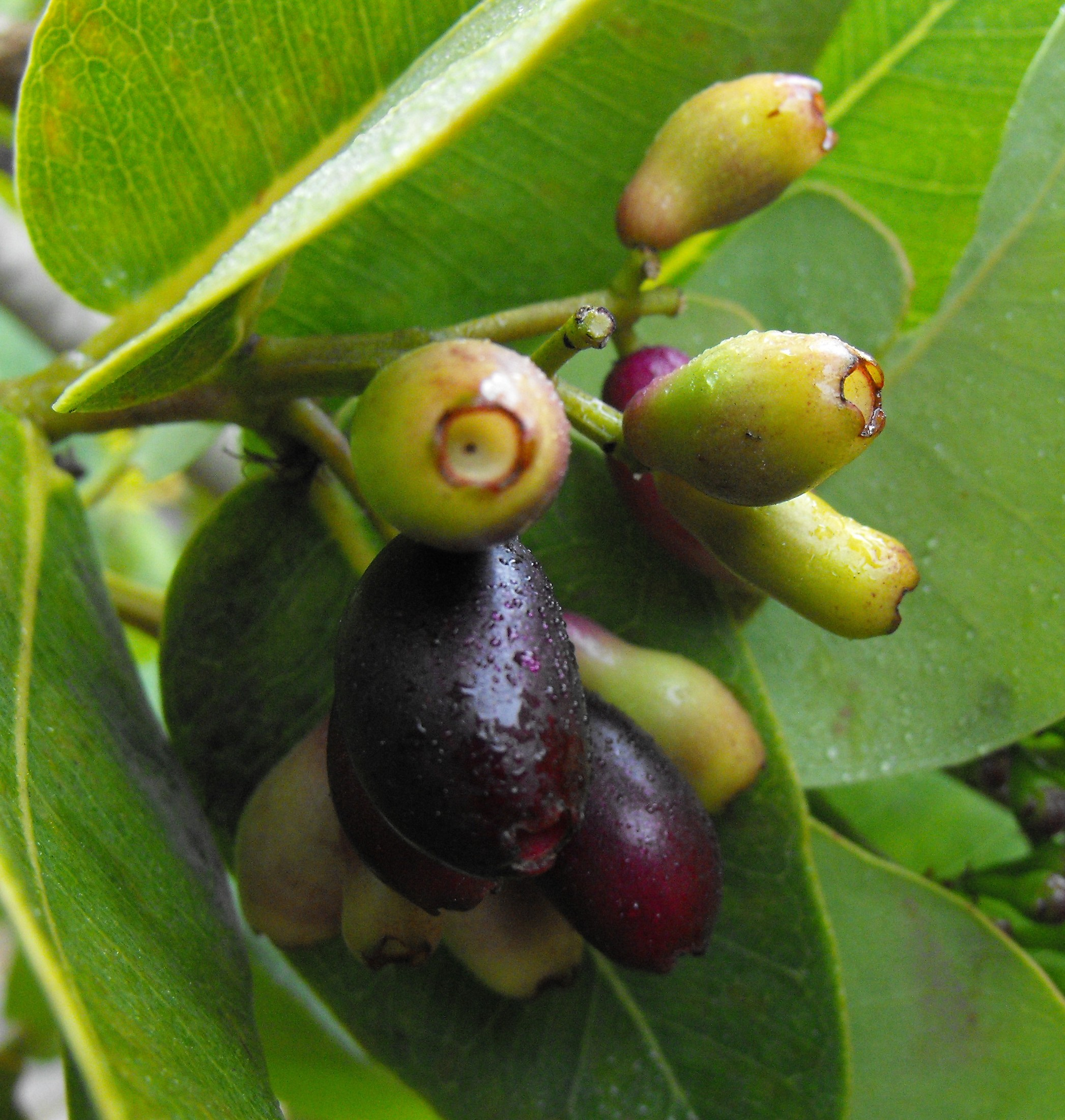
Плоды